# 久保田きぬ子
久保田 きぬ子（くぼた きぬこ、1913年2月10日 - 1985年12月24日）は、日本の憲法学者。元立教大学法学部教授、元東北学院大学法学部教授。専門はアメリカ憲法、プライバシー権など。

## 人物
旧相川町（現新潟県佐渡市）出身。国連総会の政府代表代理、中央教育審議会や被爆者対策基本問題懇談会の委員、東京都知事顧問などを歴任。父は元相川町長の久保田金五郎 (8代目)、祖父は新潟県第27大区副大区長を務めた久保田金五郎 (7代目)。従弟小父に青野季吉、再従弟に青野聰がいる。
藤田晴子などと並び、東京大学初の女子学生の一人である（入学当時33歳）。東京大学法学部を受験した理由は、(1)試験が外国語と論文だけで受験準備の必要がなかったこと、(2)婚期を逸し、一生自立していく必要があったが、東大での勉学がその役に立つかもしれないと考えたこと、(3)日本女子大学の学生時代から政治的、社会的な問題に関心があったことの3点であったと、後に回顧している。
指導教官は宮沢俊義。アメリカ憲法を研究するため、アメリカに詳しい高木八尺の薫陶も受けた。また、プリンストン大学に留学した際は、エドワード・S・コーウィンの指導を受けた。
「宴のあと」事件では、原告の有田八郎に従来の名誉毀損ではなく、プライバシーの侵害で訴えることを提案した。
日曜日授業参観事件については、「この事件はそもそも裁判所で争うに価する程の問題であろうか。さらにまた、信教の自由を持ち出して論ずべき程の事件であろうか。（中略）常識的に考えて解決すべき問題である」と述べ、訴訟以外の方法による解決を主張した。
1967年4月に行われた東京都知事選挙では、美濃部亮吉の推薦人に名を連ねた。

## 略歴
- 1934年 日本女子大学英文科卒業[6]
- 1946年5月 東京大学法学部入学[7]
- 1949年 東京大学法学部卒業[8]
- 1949年 東京大学特別研究生（前期のみ）[2]
- 日本女子大学非常勤講師（アメリカ政治を担当）[2]
- プリンストン大学大学院留学（当時のプリンストン大学は男子校）[9]
- 東京大学法学部助手（比較法研究室）[10]
- 1959年4月 立教大学[10]法学部助教授（日米の比較憲法を担当）
その後、立教大学法学部教授に就任[11][12]。
- 1961年 国連総会政府代表代理
- 1964年2月～5月 セントラル・ミシガン大学、ロード・アイランド大学で講義[13]
- 成蹊大学法学部へ転籍（憲法1部を担当。のちに、憲法2部、比較憲法も併せて担当）[14]
- 1972年 中央教育審議会の委員に就任[15]。
- 東北学院大学法学部教授

## 主要著書・編著
- 『法学入門（第4版）』（共編著）（有斐閣新書、2000年）